# Juan Martínez Montañés
Juan Martínez Montañés (Alcalá la Real, Jaén, 1568 - Sevilla, 18 de juny de 1649) va ser un escultor castellà que va treballar entre l'escultura del renaixement i la del barroc. Format a Granada amb Pablo de Rojas va completar la seva educació a Sevilla, on va contreure matrimoni i s'hi va establir per la resta de la seva vida. Va esdevenir el màxim exponent de l'escola sevillana d'imatgeria, i pràcticament tota la seva obra va ser de tema religiós, menys dues estàtues orants i el retrat de Felip IV de Castella. Va rebre i va realitzar encàrrecs per a diverses ciutats del continent americà. En el seu temps se'l va anomenar el «Lisip andalús» i també el «Déu de la Fusta» per la gran facilitat i mestratge que tenia en treballar amb aquest material.

## Biografia
Va néixer a la ciutat d'Alcalá la Real, i fou batejat a l'església parroquial de Santo Domingo de Silos, el 16 de març de 1568. El seu pare era Juan Martínez, d'ofici brodador, i conegut amb el sobrenom de Montañés, i la seva mare Marta González. El matrimoni va tenir sis fills, dels quals Juan era l'únic home. Va mantenir una profunda relació amb les dues úniques de les seves germanes que van arribar a l'edat adulta. La més petita d'elles, Tomasina, morta el 1619, va conviure amb l'escultor fins a la seva mort; la seva pèrdua va iniciar una època de decaïment anímic de Martínez Montañés.
Entre 1579 i 1580 la família ja s'havia traslladat a Granada on l'encara jove Juan d'uns dotze anys, va ingressar al taller de Pablo de Rojas per a la seva formació escultòrica, allà va tractar també amb altres artistes com els germans García (Jerónimo, Francisco i Miguel Jerónimo). L'aprenentatge en aquesta ciutat seria curt, perquè consta que el 1582 es trobava a Sevilla.
Acabat el període d'aprenentatge amb Rojas, es va traslladar a Sevilla, a on el seguiria tota la seva família. Allà hi eren establerts ja diversos artistes originaris d'Alcalá la Real, com Gaspar de Rages o Raxis, nebot del seu mestre Rojas. En aquesta ciutat va començar a treballar en un taller d'escultura, que hom creu que podria haver estat el de Gaspar Núñez Delgado. Es va inscriure a la Germandat del Dulce Nombre, on consta que va donar una imatge mariana, encara que no diu que fóra de la seva autoria.
Les primeres dades documentades de la seva estada a Sevilla corresponen a juny de 1587, quan va contreure matrimoni amb Ana de Villegas, filla del fuster de retaules Juan Izquierdo, a l'església parroquial de San Vicente. D'aquest matrimoni naixerien cinc fills: Mariana (monja dominicana), Bernardino (frare franciscà), José (prevere), Rodrigo i Catalina. L'1 de desembre de 1588 va comparèixer davant un tribunal examinador, compost per Gaspar de Águila i Miguel de Adán, per acreditar la seva suficiència en escultura i en disseny de retaules. Sota la presència del tribunal va esculpir una figura vestida i una altra de nua, i va realitzar també l'alçat d'un retaule, sent declarat «hàbil i suficient per exercir aquests oficis i obrir botiga pública». Al mes d'agost de 1591 va ser empresonat sota sospita de la seva implicació a l'assassinat d'un tal Luis Sánchez, i va romandre a la presó dos anys, fins que la vídua el va perdonar previ lliurament de cent ducats. El document del plet es guarda a l'Arxiu de Protocols Notarials de Sevilla.
Es va establir al veïnat de la Magdalena, al carrer de la Muela; allà hi moriria la seva esposa Ana el 1613, que fou enterrada el 28 d'agost en una sepultura que posseïa el matrimoni al convent de San Pablo de Sevilla. Martínez Montañés va contreure novament matrimoni el 28 d'abril de 1614 amb Catalina de Salcedo i Sandoval, filla del pintor Diego de Salcedo i neta de l'escultor Miguel de Adán. D'aquest matrimoni van néixer set fills Fernando, Mariana, Francisco, Ana Micaela, José Ignacio, Teresa i Hermenegildo.
L'any 1629 va emmalaltir, i va haver de romandre al llit durant cinc mesos, cosa que el va obligar a no poder treballar al retaule de la catedral, i que provocà que mantingués un plet per demora i incompliment del contracte.
- Retrat de Martínez Montañés efectuat per Francisco Varela (1616), Ajuntament de Sevilla
- Retrat de Martínez Montañés realitzat per Velázquez (1635) al Museo del Prado.

Va viatjar a Madrid el 1635, on havia estat contractat per modelar en argila el bust del rei Felip IV, que junt amb el retrat eqüestre del rei que havia realitzat Velázquez, havien de servir com a model per a una estàtua eqüestre que realitzaria l'italià Pietro Tacca. L'èxit que va obtenir amb aquest bust va ser molt gran i des d'aleshores va ser conegut com el «Lisip andalús», àlies que li va donar el poeta Gabriel de Bocángel y Unzueta en anomenar-lo així en un sonet dedicat a l'escultor Aquesta estàtua es troba actualment a la plaça de l'Orient de Madrid. A la capital hi va passar sis mesos per a l'elaboració del treball. Durant la seva estada va ser retratat per Velázquez (Retrat de Juan Martínez Montañés), obra exposada al Museu del Prado. L'escultor ja coneixia Velázquez de l'etapa sevillana del pintor com a aprenent al taller de Francisco Pacheco. Es conserva un altre retrat de l'escultor, propietat de l'Ajuntament de Sevilla, en l'actualitat exposat a l'Hospital dels Venerables, pintat per Francisco Varela, on se'l representa esculpint el Sant Jeroni de Santiponce. Finalment va ser retratat per Francisco Pacheco per al seu Libro de descripción de verdaderos retratos, realitzat als últims anys de Martínez Montañés.

Va morir a Sevilla, als 81 anys, víctima de l'epidèmia de pesta de 1649 que va assolar Sevilla i durant la qual va morir gran quantitat de la població de la ciutat; fou enterrat a l'antiga parròquia de la Magdalena. Segons va declarar en un document de l'any 1655 la vídua Catalina de Salcedo:
| « | ... el meu marit va voler ser enterrat al convent de San Pablo, a la sepultura que allà tenim, i per haver mort l'any 1649, al rigor de la passa, el susdit em va demanar que fos sepultat, com ho està, a l'església parroquial de la Magdalena d'aquesta ciutat... | » |

 Amb motiu de la desarmortització de Mendizàbal del segle xix la parròquia de la Magdalena va ser demolida i es van perdre les seves restes.

### Vida religiosa
La vida de Martínez Montañés a Sevilla va ser profundament religiosa, com havia estat des de la seva infantesa i que va augmentar durant la seva estada a Sevilla, amb un coneixement més profund de la Bíblia i dels textos de Santa Teresa de Jesús, fra Luis de Granada i Sant Joan de la Creu. D'acord amb la seva religiositat, alguns dels seus fills van professar en ordes religiosos. Va pertànyer a una agrupació religiosa anomenada «Congregació de la Granada», establerta a la catedral de Sevilla i que defensava la concepció immaculada de la Mare de Déu, en certs entorns eclesiàstics se'ls creia sospitosos d'estar pròxims als «alumbrados», cosa que va provocar un problema amb la Santa Inquisició el 1624, quan la Inquisició va segrestar i va confiscar l'arxiu de la citada congregació i els documents de molts dels seus membres. Sembla que relacionat amb el seguiment de què era objecte la congregació, al desembre de 1620 Martínez Montañés va sol·licitar que es fes informació per acreditar la seva «puresa de sang».

### Vida cultural
La formació i vida cultural humanística acostumaven a anar unides en aquella època, de manera que els tallers d'aprenentatge eren llocs on el mestre disposava d'una bona llibreria especialitzada de la qual l'aprenent podia gaudir. D'altra banda, era convenient, i així es feia, que assistís a les reunions d'artistes que es produïen als propis tallers de treball. A Sevilla s'organitzaven tertúlies a la Universitat, acadèmies i a la Casa de Pilatos que a més a més posseïa una bona biblioteca, i a elles hi va haver d'acudir Montañés. A les de l'acadèmia del pintor Pacheco va haver de conèixer Velázquez i Alonso Cano (aleshores deixebles de Pacheco); hi assistien a més a més Andrés García de Céspedes, Vicente Espinel, Francisco de Salinas i diversos teòlegs, filòsofs, escultors i pintors.
Va col·laborar el 1598 amb Miguel de Cervantes, quan es va realitzar el túmul de Felip II, amb motiu de la defunció del rei i per ordre del capítol catedralici. En aquesta obra hi van intervenir també una gran part d'artistes sevillans. A Montañés se li van encarregar dinou escultures de gran mida i a Cervantes un escrit per llegir davant del túmul, un sonet titulat Al túmulo del rey Felipe II, en to satíric, que va ser molt comentat entre el cercle cultural de Sevilla.

## Estil
És comprensible que el primer mestre i gran imatger Pablo de Rojas, influís el jove Martínez Montañés en la tècnica de la talla, a les vestidures, a la composició dels grups, a la policromia i sobretot a la iconografia de les imatges que després va desenvolupar. Va haver d'assimilar l'art dels sepulcres dels Reis Catòlics a Granada i, una vegada instal·lat a Sevilla, el del cardenal Diego Hurtado de Mendoza realitzats per Domenico Fancelli, així com les obres del florentí Pietro Torrigiano i de tots els mestres que per aquella època treballaven al retaule de la catedral de Sevilla. Així es veu a les seves obres com va saber aprendre i transformar les expressions d'Isidro de Villoldo que va ser deixeble d'Alonso Berruguete, amb una composició miquelangelesca alhora que amb el barroc de Jerónimo Hernández o Andrés de Ocampo. Segurament de qui va aprendre més els temes iconogràfics va ser de Francisco Pacheco. L'estil personal que va aconseguir Martínez Montañés uneix el de l'escola de Valladolid al propi de la seva terra i el seu art s'inscriu dins el barroc.

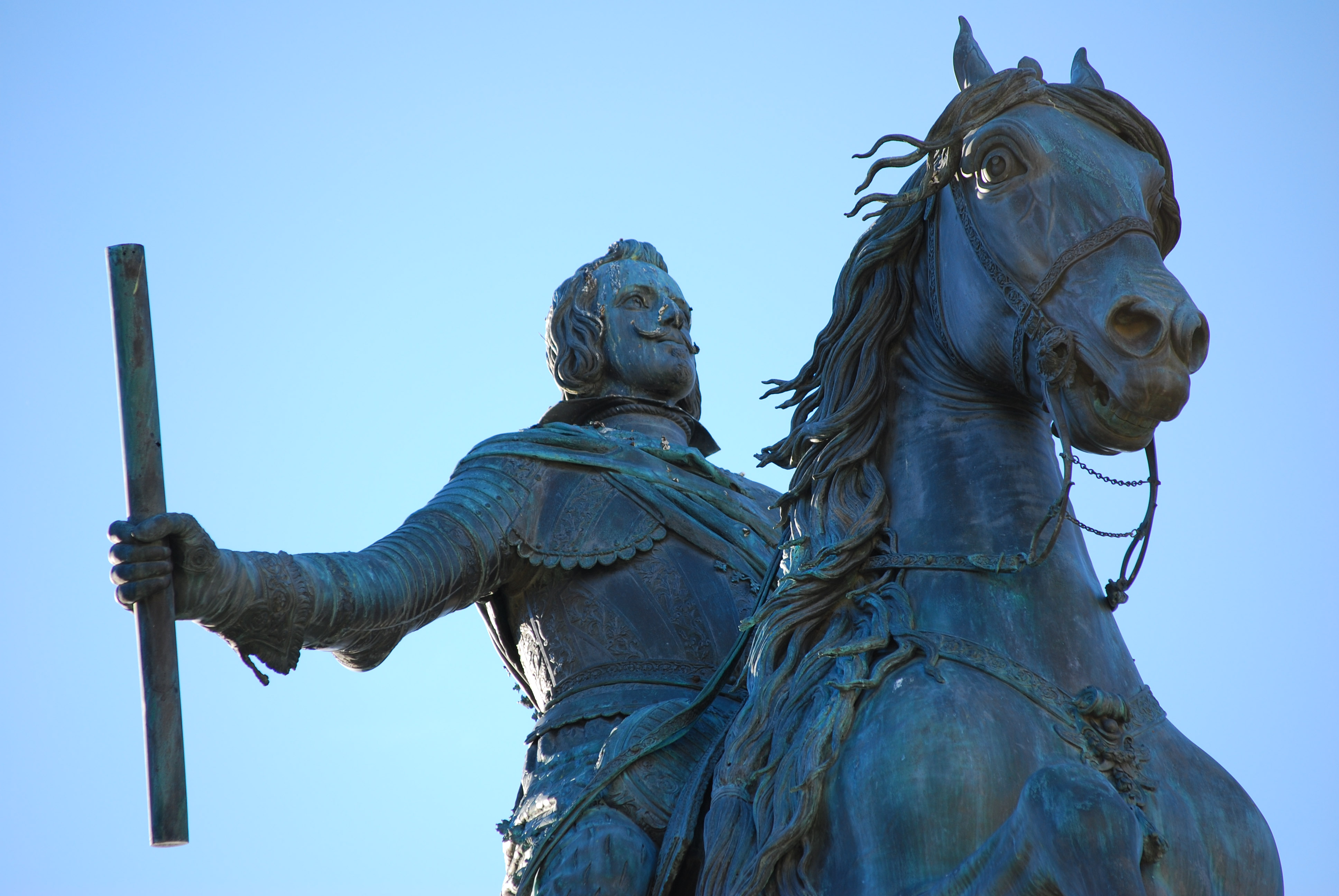
Detall de l'estàtua de Felip IV de Castella a la plaça d'Orient a Madrid, per Pietro Tacca, el bust de la qual és de Martínez Montañés.

L'escultura d'aquesta època s'allunya del renaixement per mostrar la qualitat humana amb accents patètics; era feta per promoure sentiments. Les escultures de Martínez Montañés, la majoria, van ser realitzades per a retaules, però corpòries, per poder «veure-les des de tots els angles i per si haguessin d'anar en processó» així es feia constar als contractes notarials. El material emprat va ser el de fusta de xiprer, cedre o pi i només es coneix una obra en pedra, un Sant Sopar (1589) i un santcrist en ivori (1590), ambdues obres encara sense identificar; en bronze només va realitzar el bust de Felip IV (1635) per a la figura eqüestre de Pietro Tacca. Les escultures de fusta van ser totes policromades i daurades amb pa d'or, per mestres al seu servei, encara que sota la seva estricta supervisió. Per a les seves vestidures es va inspirar en gravats i en teles de procedència italiana. Les seves talles són conegudes per les característiques de les seves cabelleres, en les mares de Déu, que emmarquen suaument la cara i les barbes cargolades dels seus sants o cabelleres lleonines a les representacions del Nen Jesús. La producció de retaules i imatges va ser molt nombrosa per a edificis religiosos d'Andalusia i d'Amèrica especialment per a la ciutat de Lima.
Les composicions les inscrivia en línies piramidals amb una ampla base, veient-se als relleus amb evidents simetries al gust tradicional. A banda d'algunes imatges sedents i orants, les escultures exemptes, va tenir predilecció per fer-les dretes amb lleuger contrapposto sobre una de les cames, i centrant en el genoll de la cama lleugerament doblegada, la massa de la roba des d'on cauen els plecs amb gran naturalitat. Les proporcions emprades són les que prenen com a mesura el cap, fent-les de vuit a vuit i mitja, segons va escriure Francisco Pacheco. Consta que la proporció de la dona que Montañés i ell van escollir «és la segona que posa Albert», referint-se al tractat d'Albert Dürer.

## Etapes de la seva obra
Està pràcticament acceptada la divisió de les seves obres en tres grups, segons Proske anomenades: Early Years des dels seus començaments fins a 1603, Years of achievement des d'aquesta data del 1603 a la realització del Crist de la Clemencia el 1620 i Later Years la seva última etapa fins a la defunció. L'erudit sobre Martínez Montañés, el professor Hernández Díaz, les reparteix en quatre etapes: Període formatiu de 1588 a 1605; Etapa magistral de 1605 a 1620; El decenni crític de 1620 a 1630 i El barroquisme a l'apoteosi final de 1630 a 1643. María Elena Gómez Moreno les va analitzar per estètica, art i cronologia.

### Primera etapa

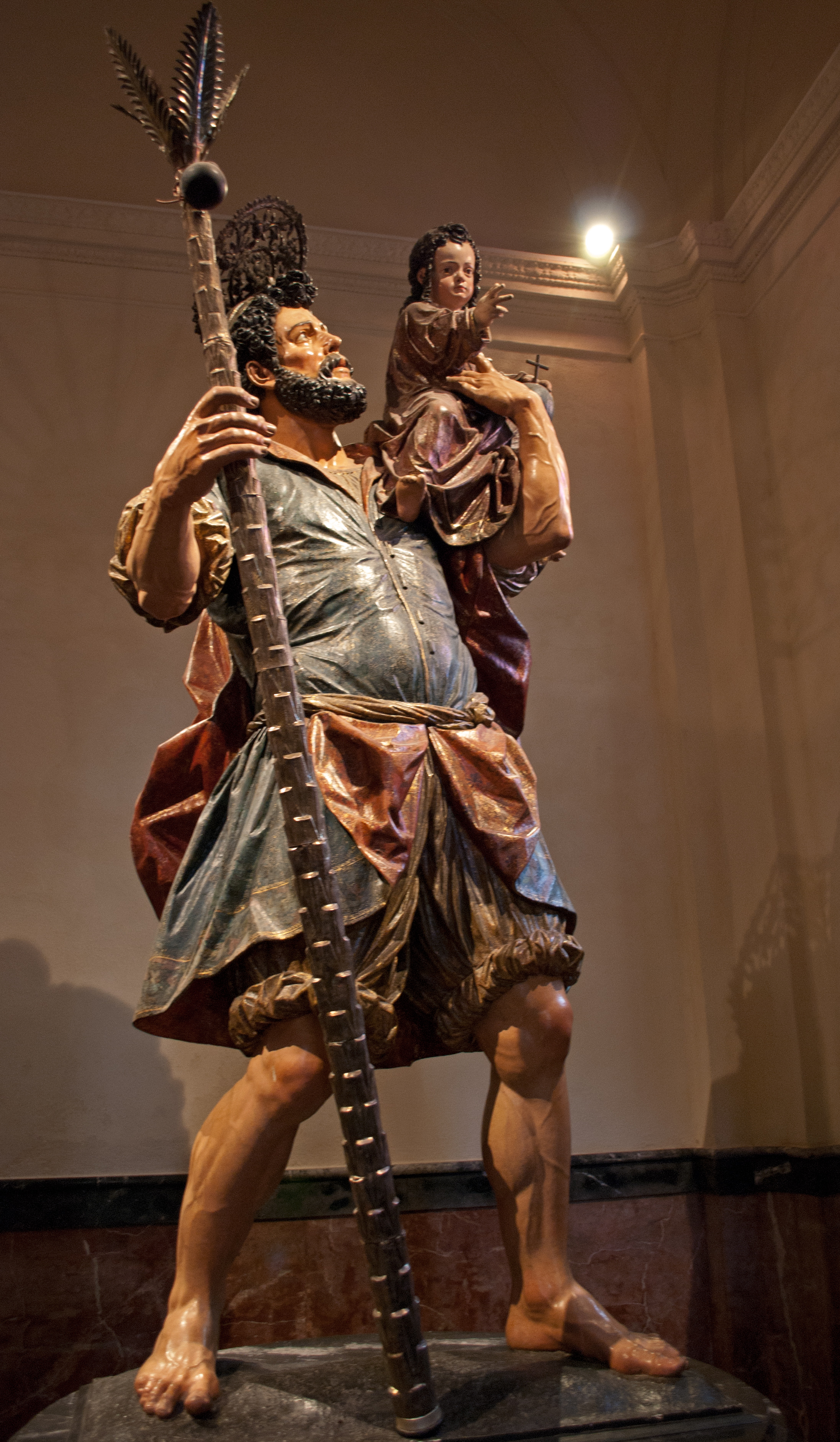
Sant Cristòfor amb l'infant Jesús a l'església del Salvador de Sevilla

Un cop aconseguit el títol de mestre escultor i arquitecte de retaules, va començar a rebre nombrosos encàrrecs i va disposar tot seguit d'un gran taller amb aprenents i oficials. Com que normalment als contractes s'incloïa la policromia, tenia sota les seves ordres bons pintors que se n'encarregaven; entre ells destacaven Francisco Pacheco, Juan de Uceda i Baltasar Quintero. L'any 1589 se sap que va rebre l'encàrrec per part de Gaspar Peralta veí de Sevilla, d'un Sant Sopar en pedra de Portugal; era un relleu dintre d'un marc de fusta. D'altres obres realitzades en aquest mateix any van ser Nostra Senyora de Betlem que havia d'acabar-se en 24 dies i el preu de la qual es va estipular en 24 ducats i un Sant Dídac d'Alcalá per al convent de Sant Francesc de Cadis. Totes aquestes obres no han pogut ser identificades a causa de la seva desaparició.
De 1597, data la primera obra conservada de Martínez Montañés; correspon a una imatge de Sant Cristòfor amb l'infant Jesús. Va ser un encàrrec realitzat pel gremi de guanters. Actualment es conserva a l'església del Salvador de Sevilla. És una peça de gran mida de 220 cm d'alçada; va ser concebuda com a imatge de caràcter processional i es coneix que va sortir a festejos de 1598. Proske manifesta que l'escultura de l'infant no correspon al mestre i que possiblement fou executada per un ajudant. Aquesta obra suposa un treball destacable de dibuix, modelatge i composició, i s'hi troben profundes empremtes de la influència de Michelangelo Buonarroti.
De 1598 procedeix el retaule realitzat per Juan de Oviedo per al Convent de Santa Clara a Llerena (Badajoz), en el qual Montañés va realitzar l'escultura de Sant Jeroni, (c. 1603) projectada per al nínxol central del retaule. Tot i que el retaule no ha arribat als nostres dies, sí que se'n conserva l'escultura; sembla estar inspirada a la figura de Sant Jeroni penitent, obra de Pietro Torrigiano, conservada avui dia al Museu de Belles Arts de Sevilla. D'aquests anys hi ha documents de nombroses obres realitzades, especialment pel continent americà, entre elles vuit imatges de Nostra Senyora del Roser per a «províncies de Xile» i vint-i-dos sagraris pel «Nou Regne de Granada» Per a l'església de la Mercè de Lima, l'any 1603 va realitzar el Crist de l'Auxili d'una mida de 182 cm, presenta la iconografia dels peus encreuats i amb un clau cadascun, seguint les pautes de les revelacions de Santa Brígida i representa al Crist mort amb el cap abatut sobre el pit i els ulls tancats.

### Segona etapa
El període més madur de Martínez Montañés comença amb la realització del Crist de la Clemència o dels Calzes el 1603, situat a la catedral de Sevilla. L'encàrrec va ser realitzat per Mateo Vázquez de Leca, canonge de la catedral i ardiaca de Carmona el 1602. El contracte va ser molt detallat sobre la figura del Crucificat, que havia de realitzar-se així:
| « | Ha d'estar viu, abans d'haver expirat, amb el cap inclinat sobre el costat dret, mirant qualsevol persona que estigués pregant als seus peus, com si el propi Crist estigués parlant-li i com queixant-se que allò que pateix és pel que està pregant... ha de tenir els ulls del tot oberts. ... ha d'estar amb dos claus als peus i un a cada mà que junts han de ser quatre claus... ha de ser molt millor que un que els dies passats es va fer per a les províncies del Perú... | » |

 Va ser tallat en fusta de cedre i amb un estil naturalista i de gran perfecció anatòmica. La policromia en mate la va realitzar Francisco Pacheco. Amb data 29-4-1606 signa Martínez Montañés haver rebut els 300 ducats acordats més 600 reals «per la bona obra que va fer».

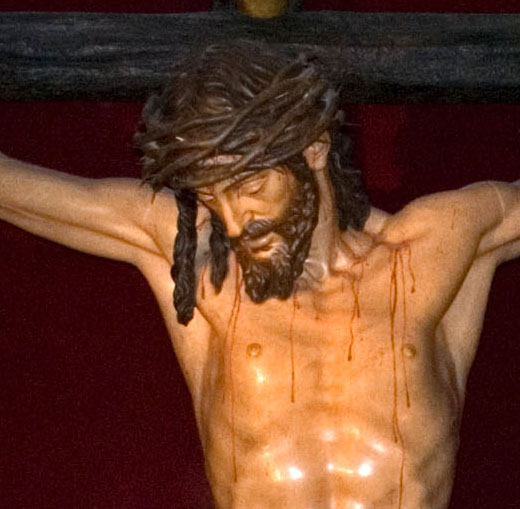
Detall del cap del Crist de la Clemència
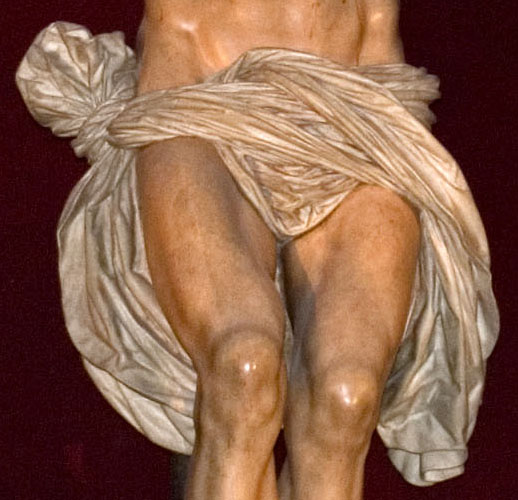
Detall dels plecs de la roba del Crist de la Clemència
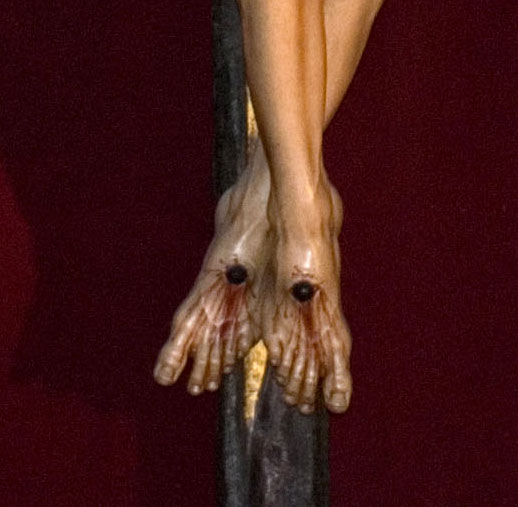
Detall dels peus del Crist de la Clemència

Entre els anys 1604 i 1607 va treballar en el retaule major del convent de Santa Clara a Cazalla de la Sierra per al qual va realitzar els models en argila de les imatges que va executar en fusta Francisco de Ocampo. Va fer les escultures pel retaule de la capella de San Onofre a Sevilla; tot i que el retaule existeix actualment, les escultures no s'han pogut identificar. Va realitzar tretze sagraris destinats a l'orde franciscà del Nou Regne de Granada i d'altres tres per a convents dels dominicans de Cuba i Puerto Rico, en l'actualitat desapareguts. Va executar un altre retaule i les imatges per al convent de Santo Domingo de Portacoeli, el retaule va desaparèixer el 1835 i algunes escultures van ser destruïdes durant la guerra civil espanyola, es conserva la imatge de Sant Domènec de Guzmán.
De l'any 1607, data la figura de la Immaculada per al retaule de l'església de Santa María de la Consolación d'El Pedroso; s'observa en aquesta figura la influència de la Immaculada realitzada, en 1580, per Jerónimo Hernández per a l'església de Sant Andreu de Sevilla, per al mateix retaule es troben els relleus dels apòstols Sant Jaume i Sant Bartomeu, totes dues interpretades segons l'hagiologia que el mestre coneixia perfectament.

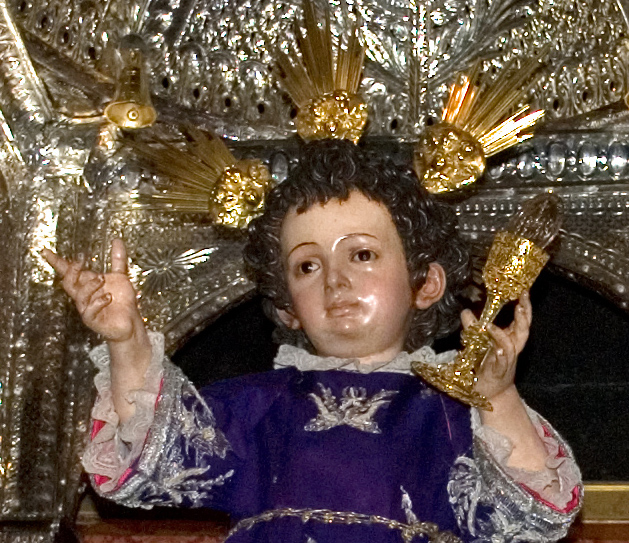
Detall del Nen Jesús a la catedral de Sevilla

Per a la Germandat Sacramental del Sagrari se li va encarregar un Nen Jesús de vuitanta centímetres, que actualment es troba a la catedral de Sevilla. Per aquesta imatge va cobrar 1.300 reals que va rebre segons escriptura el 2 de gener de 1607. La policromia la va realitzar el pintor Gaspar Ragis. A la peanya hi ha una inscripció que diu: «Aquest Nen van manar fer-lo els germans de la Confraria del Santíssim Sagrament del Sagrari essent alcaldes el jurat senyor Pedro López Verastegui i el capità Alonso de Cuenca i Pedro de Ocaña, majordom». Aquesta imatge va ser presa com a model per a altres artistes i se'n van fer diversos buidatges en plom.
Del 1607 al 1622 realitza les figures principals del retaule de Sant Joan Baptista per al convent de la Concepció de Lima. El disseny del retaule va ser enviat des d'allà i el va realitzar Diego López Bueno, al contracte s'hi estipulaven les imatges i els temes dels relleus demanats. A la fornícula principal s'hi va col·locar un Crist crucificat i a sobre seu, una imatge del sant titular, la resta tot són relleus representant històries sobre la vida de Sant Joan Baptista. El retaule es va restaurar a mitjans del segle xx, i està col·locat a la catedral de Lima.

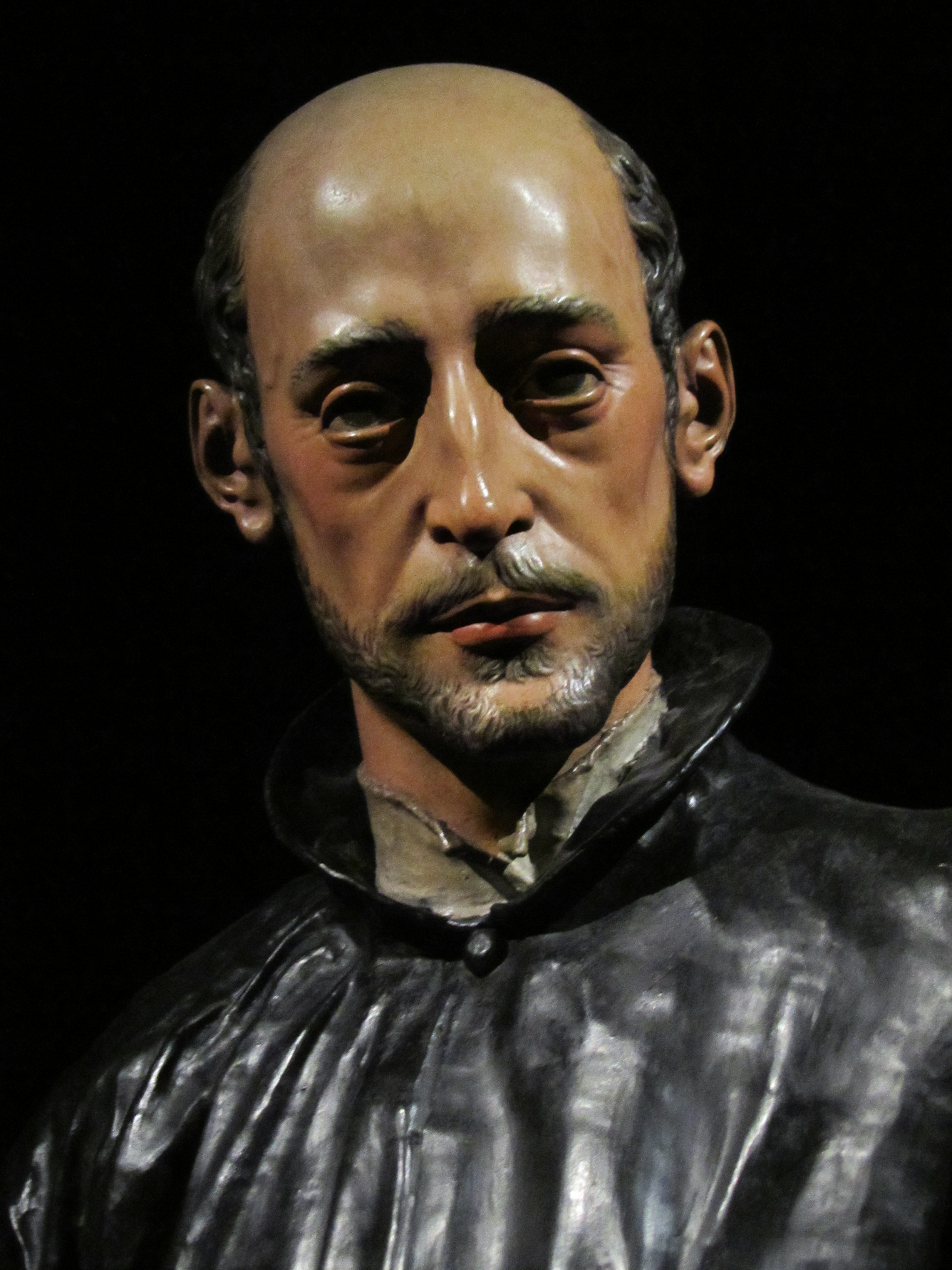
Detall de Sant Francesc de Borja per Martínez Montañés

Un dels seus treballs més importants va ser el derivat del contracte que va signar el 1609 per a la realització del retaule del convent de San Isidoro del Campo a Santiponce, per a l'orde dels jerònims. Al contracte s'hi estipulava que podia ser ajudat pels seus oficials, però que la imatge de sant Jeroni havia de ser feta «per la seva mà sense que l'ajut de ningú...» i entre altres condicions, constaven la residència al convent per part del mestre i ajudants. Les imatges del retaule són: Crist crucificat, l'Assumpció, Sant Isidor, Sant Jeroni, Sant Joan Baptista, Sant Joan Evangelista, les Virtuts cardinals i diversos àngels en diferents mides, en relleu: la Nativitat i l'Epifania, la Resurrecció i l'Ascensió. Finalment a tots dos costats del retaule, les figures orants, dels fundadors del monestir Alonso Pérez de Guzmán i la seva dona Maria Coronel, col·locats sota uns arcs amb decoració manierista. L'obra va quedar completament acabada l'any 1613.
Va realitzar el 1610, degut a la seva beatificació, la imatge de Sant Ignasi de Loiola per a la Casa Professa dels jesuïtes de Sevilla que, anys més tard, li'n van encarregar una altra de semblant, a causa de la beatificació de Sant Francesc de Borja. Totes dues són imatges de vestir, és a dir tenen tallades únicament el cap i les mans, i el cos és com el d'un maniquí; es vestien amb diferents abillaments segons les festivitats religioses, tot i que ara presenten unes vestidures de tela encolades. Estan col·locades a l'església de l'Anunciació de la universitat de Sevilla. En aquesta mateixa església hi ha un retaule i relleus al·lusius a Sant Joan Baptista, que van ser realitzats per Martínez Montañés junt amb el seu oficial Francisco de Villegas per al convent de Santa María del Socorro.

Martínez Montañés només va fer un pas processional de Setmana Santa, el Crist de la Passió, que es troba a la parròquia del Diví Salvador a Sevilla. Fet, com a data més probable, el 1619, és imatge de vestir i sobre ell, tot i que no hi ha document de contracte, un testimoni contemporani va escriure:
| «                                       | La imatge del Crist de la passió és admiració... haver esculpit obra tan semblant al natural... només n'hi hagi prou amb dir és obra d'aquell insigne mestre Juan Martínez Montañés, sorpresa dels segles presents i admiració dels per venir com ho declaren les obres que avui es troben de la seva mà tan celebrades i aplaudides per tot gènere de gent... | » |
| — Fr. Juan Guerrero, religiós mercedari | |   |

### Darrera etapa
Es pot dir que al voltant de 1620 comença el que s'ha anomenat «decenni crític» del mestre, marcat per diverses circumstàncies personals com la tasca desenvolupada al llarg dels anys, la mort de la seva germana i d'alguns dels seus col·laboradors i amics més directes com ara Andrés de Ocampo (1623), Juan de Oviedo (1625) i Juan de Mesa (1627), així com alguns plets professionals que va mantenir al voltant de l'execució dels seus treballs i patir algunes malalties.
Malgrat l'anterior, és una etapa plenament productiva on contracta el retaule amb escultures i relleus del monestir de Santa Clara i el retaule de Sant Joan Baptista del convent de Sant Leandre, amb imatges del Baptista, el Baptisme de Jesús, Mare de Déu, Sant Josep, Zacaríes i Santa Elisabet. Unes imatges del Cos degollat de Joan el Baptista i de Santa Apol·lònia per a Lima, que es guarden a la seva catedral. Imatge de Santa Anna per al convent de la mateixa santa a Sevilla, aquesta imatge es va ajornar el seu lliurament a 1630 per malaltia de l'escultor.
De 1628 data el retaule de les capelles dels Alabastres a la catedral sevillana, on destaquen la figura central de la Immaculada, coneguda popularment com «La cieguecita», i la imatge de Sant Joan Baptista nen amb estil de Donatello i Sant Gregori amb una gran atenció a la seva iconografia. L'escultura de la Immaculada es caracteritza per l'abundància de robes i decantament de cap i mans; el policromat correspon novament a Pacheco, després d'haver mantingut un plet professional amb Montañés per motiu de competències professionals.

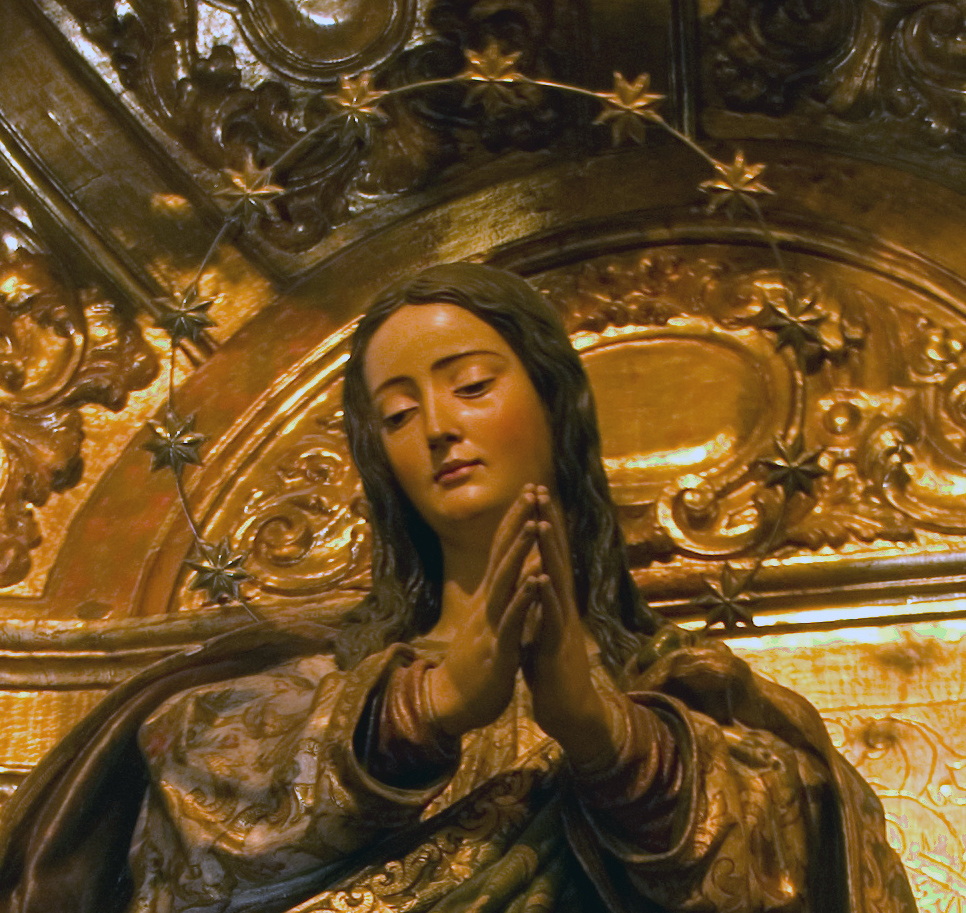
Detall del cap de la Inmaculada de la catedral de Sevilla
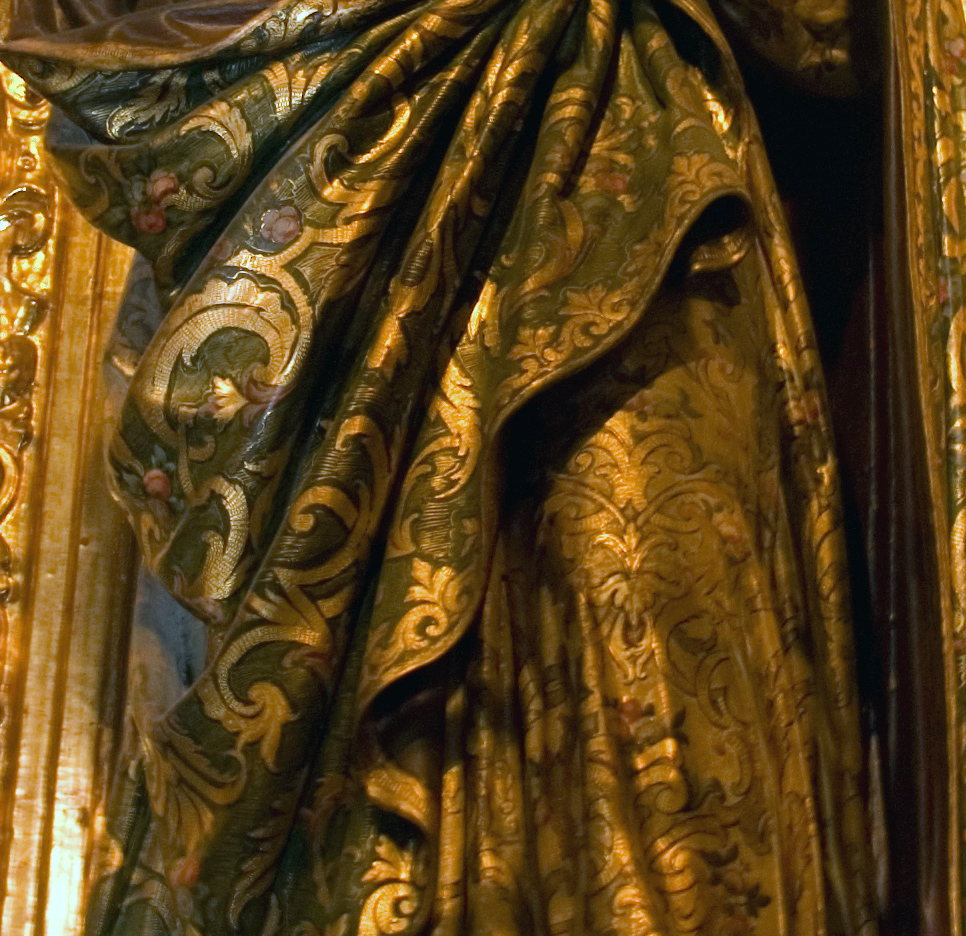
Detall dels plecs de la roba policromada de la Immaculada
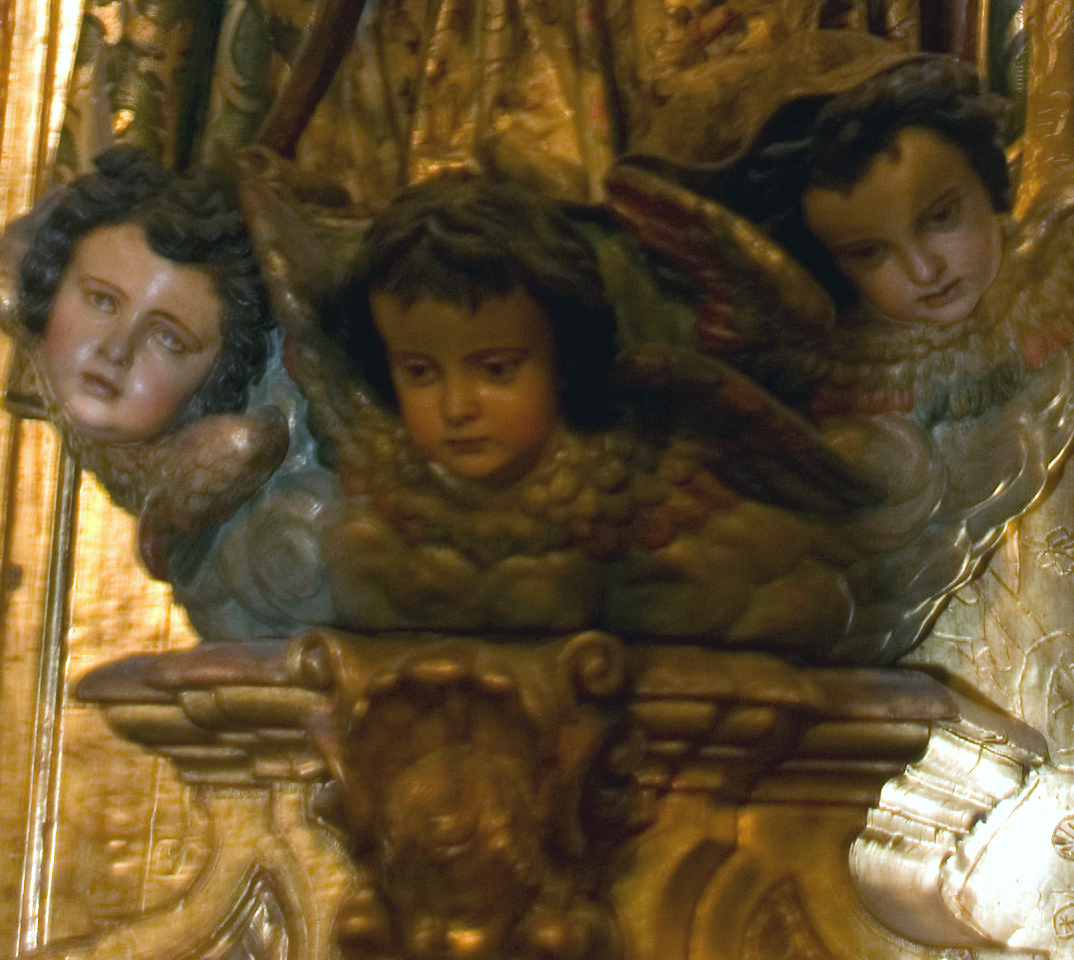
Detall dels peus amb angelets de la Immaculada

El retaule de l'església parroquial de Sant Miquel a Jerez de la Frontera, va ser una obra accidentada que es va contractar en quatre ocasions. Les obres es van iniciar el 1601, concertades amb Juan de Oviedo el jove, Martínez Montañés i Gaspar de Águila, però els treballs més importants no van començar fins al 1617, any en què Montañés va assumir plenament l'obra. Les obres es van allargar fins al 1643 a causa de la falta de recursos financers. L'any 1638 el projecte també va tenir una variació significativa, quan es va decidir la substitució dels quatre llenços pictòrics dels carrers laterals per relleus escultòrics, executats per José de Arce. D'aquest retaule destaca el relleu de la Batalla dels àngels, executat el 1641, essent també de gran interès el relleu de l'Ascensió i les figures de Sant Jaume i una de Sant Joan Evangelista, realitzades entre 1630 i 1638, i les figures de Sant Pere i Sant Pau, executades el 1633, i La Transfiguració, acabada el 1643. El conjunt arquitectònic del retaule, amb les seves dues ales laterals avançades i les escultures en posició molt sobresortint, suposa una obra atrevida i d'efecte espectacular, que constitueix una de les més barroques de Martínez Montañés.
Després del seu viatge a Madrid el 1635, continua treballant, però és conscient de les seves limitacions, per la qual cosa traspassa algun encàrrec, com a part de l'escultura del retaule de Jerez de la Frontera a José de Arce, o les imatges del retaule per a la parròquia de Sant Llorenç de Sevilla a Felipe de Ribas, i algunes imatges del retaule per al convent de Sant Leandre a Francisco de Ocampo. De finals dels anys 1630 són tres imatges, dues per al monestir de Santa Paula, Sant Joan Baptista i Sant Joan Evangelista i per a l'església de Cilleros una de Sant Pere datat el 1641.
Les seves dues últimes obres documentades són les arribades a Lima el 1648 una representant a Sant Francesc Xavier i una altra a Sant Francesc de Borja, estan identificades com a obres del seu taller.
Les seves obres consten de: 
- 32 retaules amb les seves corresponents imatges
- 65 sagraris
- 115 escultures

## Galeria
| Imatge | Dades | Dades | Imatge | Dades                      | Dades                      |
| --- | --- | --- | --- | -------------------------- | -------------------------- |
| | Crist de la Clemència | Crist de la Clemència | | Immaculada «La Cieguecita» | Immaculada «La Cieguecita» |
| 1603-1606 | Fusta de cedre policromada 190 cm | 1628-1631 | Fusta de cedre policromada 160 cm |                            |                            |
| Catedral de Sevilla | Catedral de Sevilla | Catedral de Sevilla | Catedral de Sevilla |                            |                            |
| Presenta una bellesa naturalista sense la pretensió del patetisme imperant a l'època, l'anatomia està realitzada dintre del cànon correcte, amb els ulls oberts però dilatats per la pròxima mort, no com els grans ulls triomfants dels crucifixos romànics. Té les cames encreuades i amb els peus separats apuntalats amb dos claus, en correspondència amb les revelacions de la iconografia de Santa Brígida: «van clavar després el peu dret i sobre seu l'esquerre amb dos claus...». L'escultura va ser policromada pel pintor Francisco Pacheco. | Presenta una bellesa naturalista sense la pretensió del patetisme imperant a l'època, l'anatomia està realitzada dintre del cànon correcte, amb els ulls oberts però dilatats per la pròxima mort, no com els grans ulls triomfants dels crucifixos romànics. Té les cames encreuades i amb els peus separats apuntalats amb dos claus, en correspondència amb les revelacions de la iconografia de Santa Brígida: «van clavar després el peu dret i sobre seu l'esquerre amb dos claus...». L'escultura va ser policromada pel pintor Francisco Pacheco. | L'escultura és perfecta de dibuix, composició i modelatge. Al cap presenta la cabellera pròpia de l'artista enganxada suaument a la cara fins a les espatlles, la cara i les mans presenta faccions juvenils. A les seves Immaculades no es mostraven els peus per donar la sensació d'un cos flotant i, per tant, més espiritual, les vestidures s'eixamplen cap a la part superior que accentua aquesta mateixa impressió. A la peanya va col·locar uns caps d'àngels que ajuden a pensar en l'immaterial de la figura representada.                                                                                      | L'escultura és perfecta de dibuix, composició i modelatge. Al cap presenta la cabellera pròpia de l'artista enganxada suaument a la cara fins a les espatlles, la cara i les mans presenta faccions juvenils. A les seves Immaculades no es mostraven els peus per donar la sensació d'un cos flotant i, per tant, més espiritual, les vestidures s'eixamplen cap a la part superior que accentua aquesta mateixa impressió. A la peanya va col·locar uns caps d'àngels que ajuden a pensar en l'immaterial de la figura representada.                                                                                      |                            |                            |
| | Sant Domènec penitent | Sant Domènec penitent | | Sant Bru                   | Sant Bru                   |
| 1606-1607 | Fusta policromada 150 cm | 1634 | Fusta policromada 172 cm |                            |                            |
| Museu de Belles Arts de Sevilla | Museu de Belles Arts de Sevilla | Museu de Belles Arts de Sevilla | Museu de Belles Arts de Sevilla |                            |                            |
| Va ser realitzada per al monestir de Portacoeli a Sevilla i encara que ja no existeix el convent ni el retaule, la imatge d'aquest sant va poder ser salvada quan la desamortització. Malgrat que fou executada per anar dintre d'un retaule, es va tallar per tots cantons, per la qual cosa es pot observar des de qualsevol punt de vista. Es mostra agenollat, porta l'hàbit recollit a la cintura i fa l'acció de flagel·lar-se amb la mà dreta, alhora que mira cap al crucifix que sosté a la seva mà esquerra. L'escultura està tractada amb veritable realisme i el modelatge del cos mostra una perfecta anatomia i una correcta expressió a la intensitat dels seus trets facials. | Va ser realitzada per al monestir de Portacoeli a Sevilla i encara que ja no existeix el convent ni el retaule, la imatge d'aquest sant va poder ser salvada quan la desamortització. Malgrat que fou executada per anar dintre d'un retaule, es va tallar per tots cantons, per la qual cosa es pot observar des de qualsevol punt de vista. Es mostra agenollat, porta l'hàbit recollit a la cintura i fa l'acció de flagel·lar-se amb la mà dreta, alhora que mira cap al crucifix que sosté a la seva mà esquerra. L'escultura està tractada amb veritable realisme i el modelatge del cos mostra una perfecta anatomia i una correcta expressió a la intensitat dels seus trets facials. | Realitzat per a la Cartoixa sevillana de Santa María de les Cuevas, és una obra de maduresa quan l'artista comptava amb setanta anys. L'escultura no mostra trets clàssics, sinó un clar realisme —el model podria haver estat un monjo cartoixà—, on s'aprecia al rostre del sant, el caràcter místic i asceta amb la mirada suplicant al santcrist que subjecta a la mà dreta mentre la composició es complementa amb el llibre sostingut a la mà esquerra. La policromia blanca de l'hàbit encerta amb la sobrietat del modelatge de l'escultura.                                                                        | Realitzat per a la Cartoixa sevillana de Santa María de les Cuevas, és una obra de maduresa quan l'artista comptava amb setanta anys. L'escultura no mostra trets clàssics, sinó un clar realisme —el model podria haver estat un monjo cartoixà—, on s'aprecia al rostre del sant, el caràcter místic i asceta amb la mirada suplicant al santcrist que subjecta a la mà dreta mentre la composició es complementa amb el llibre sostingut a la mà esquerra. La policromia blanca de l'hàbit encerta amb la sobrietat del modelatge de l'escultura.                                                                        |                            |                            |
| | Sant Ignasi de Loiola | Sant Ignasi de Loiola | | Sant Francesc de Borja     | Sant Francesc de Borja     |
| 1610 | Fusta policromada 167 cm | 1624 | Fusta policromada 167 cm |                            |                            |
| Església de l'Anunciació de la Universitat de Sevilla | Església de l'Anunciació de la Universitat de Sevilla | Església de l'Anunciació de la Universitat de Sevilla | Església de l'Anunciació de la Universitat de Sevilla |                            |                            |
| En ser una imatge per vestir només té modelades el cap i les mans, i la resta del cos és un maniquí per vestir. L'escultura pel que fa a la iconografia presenta un rostre cadavèric, que potser va ser treta dels retrats del natural coneguts, possiblement trets d'una mascareta mortuòria del sant, i propagats per la mateixa església. Tendeix a un realisme protobarroc i el propi Francisco Pacheco va afirmar «que sembla veritablement viu». | En ser una imatge per vestir només té modelades el cap i les mans, i la resta del cos és un maniquí per vestir. L'escultura pel que fa a la iconografia presenta un rostre cadavèric, que potser va ser treta dels retrats del natural coneguts, possiblement trets d'una mascareta mortuòria del sant, i propagats per la mateixa església. Tendeix a un realisme protobarroc i el propi Francisco Pacheco va afirmar «que sembla veritablement viu». | Per al mateix client que havia realitzat el Sant Ignasi de Loiola, aquesta escultura la hi van encarregar els jesuïtes amb motiu de la beatificació del sant i també com a imatge per vestir, el semblant de la cara i la seva expressió és el que més crida l'atenció de l'escultura, la seva mirada com abismada va dirigida a una calavera que sostenia a la mà esquerra, complementa la seva iconografia un santcrist a la mà contrària. | Per al mateix client que havia realitzat el Sant Ignasi de Loiola, aquesta escultura la hi van encarregar els jesuïtes amb motiu de la beatificació del sant i també com a imatge per vestir, el semblant de la cara i la seva expressió és el que més crida l'atenció de l'escultura, la seva mirada com abismada va dirigida a una calavera que sostenia a la mà esquerra, complementa la seva iconografia un santcrist a la mà contrària. |                            |                            |
| | Sant Joan Baptista | Sant Joan Baptista | | Sant Joan Baptista         | Sant Joan Baptista         |
| 1610 | Fusta policromada 155 cm | No datat | Fusta policromada 153 cm |                            |                            |
| Museu d'Art Modern de Nova York | Museu d'Art Modern de Nova York | Museu Meadows de Dallas | Museu Meadows de Dallas |                            |                            |
| Segons la historiadora Proske, datada a la tercera dècada del 1600, el professor Hernández Díaz l'ha datada de la primera dècada, tots dos coincideixen en la seva procedència del convent sevillà de la Concepció i que la seva composició té el precedent del realitzat per l'autor per al convent de San Isidoro del Campo a Santiponce. Va ser adquirit pel museu novaiorquès l'any 1963. | Segons la historiadora Proske, datada a la tercera dècada del 1600, el professor Hernández Díaz l'ha datada de la primera dècada, tots dos coincideixen en la seva procedència del convent sevillà de la Concepció i que la seva composició té el precedent del realitzat per l'autor per al convent de San Isidoro del Campo a Santiponce. Va ser adquirit pel museu novaiorquès l'any 1963. | Durant la contrareforma i especialment a Sevilla hi va haver una gran devoció pels «Santos Juanes», molts convents van dedicar retaules a l'un o l'altre sant i de vegades a tots dos a la vegada, van ser nombrosos els que van realitzar Martínez Montañés i el seu taller. Sant Joan Baptista es presenta a la seva iconografia des del segle xiv amb túnica curta de pell de camell cenyida a la cintura amb una corda nuada per davant, el seu atribut principal és l'Agnus Dei o Anyell Diví, així ho presenta l'escultor en aquesta imatge que és una de les poques que hi ha de Martínez Montañés als Estats Units. | Durant la contrareforma i especialment a Sevilla hi va haver una gran devoció pels «Santos Juanes», molts convents van dedicar retaules a l'un o l'altre sant i de vegades a tots dos a la vegada, van ser nombrosos els que van realitzar Martínez Montañés i el seu taller. Sant Joan Baptista es presenta a la seva iconografia des del segle xiv amb túnica curta de pell de camell cenyida a la cintura amb una corda nuada per davant, el seu atribut principal és l'Agnus Dei o Anyell Diví, així ho presenta l'escultor en aquesta imatge que és una de les poques que hi ha de Martínez Montañés als Estats Units. |                            |                            |
| | Baptisme de Jesús | Baptisme de Jesús | | Sant Joan Evangelista      | Sant Joan Evangelista      |
| 1610-1622 | Fusta policromada 88 x 152 cm | c.1638 | Fusta policromada 105 cm |                            |                            |
| Església de l'Anunciació de la Universitat de Sevilla | Església de l'Anunciació de la Universitat de Sevilla | Museu Nacional Col·legi de San Gregori | Museu Nacional Col·legi de San Gregori |                            |                            |
| Procedeix del convent de Santa María del Socorro de Sevilla, i va ser realitzat junt el retaule al qual pertany entre els anys 1610 i 1622. El mencionat retaule té una sèrie de relleus amb les escenes de la vida del Baptista, a la fornícula principal es troba la del Baptisme de Jesús que és el que té el relleu amb més alta silueta els altres sis relleus laterals són de baix relleu i les plaques que formen el marc del retaule van ser pintats per Juan de Uceda. | Procedeix del convent de Santa María del Socorro de Sevilla, i va ser realitzat junt el retaule al qual pertany entre els anys 1610 i 1622. El mencionat retaule té una sèrie de relleus amb les escenes de la vida del Baptista, a la fornícula principal es troba la del Baptisme de Jesús que és el que té el relleu amb més alta silueta els altres sis relleus laterals són de baix relleu i les plaques que formen el marc del retaule van ser pintats per Juan de Uceda. | Realitzada per al convent dominicà de Santa María de la Passió de Sevilla, aquesta escultura va ser adquirida pel museu de Valladolid l'any 1985 procedent de la col·lecció del comte Güell de Barcelona. En aquesta imatge Montañés presenta el sant envellit, per la qual cosa es creu que ho va voler representar ja al final de la seva vida i no amb caràcter més juvenil com havia fet en altres ocasions. Per aquesta mateixa raó en algun temps es va creure que l'escultura pertanyia al seu deixeble Juan de Mesa, que era com normalment representava a les seves obres en Sant Joan Evangelista.                | Realitzada per al convent dominicà de Santa María de la Passió de Sevilla, aquesta escultura va ser adquirida pel museu de Valladolid l'any 1985 procedent de la col·lecció del comte Güell de Barcelona. En aquesta imatge Montañés presenta el sant envellit, per la qual cosa es creu que ho va voler representar ja al final de la seva vida i no amb caràcter més juvenil com havia fet en altres ocasions. Per aquesta mateixa raó en algun temps es va creure que l'escultura pertanyia al seu deixeble Juan de Mesa, que era com normalment representava a les seves obres en Sant Joan Evangelista.                |                            |                            |
| | Sant Joan Evangelista | Sant Joan Evangelista | | Sant Joan Baptista         | Sant Joan Baptista         |
| 1637 | Fusta de cedre policromada 136 cm | 1638 | Fusta de cedre policromada 138 cm |                            |                            |
| Convent de Santa Paula a Sevilla | Convent de Santa Paula a Sevilla | Convent de Santa Paula a Sevilla | Convent de Santa Paula a Sevilla |                            |                            |
| Al contracte de 1635 s'especificava la realització d'un: «Sant Joan Evangelista que ni bé estigui assegut ni bé en peu de la mida més gran que pugui cabre en la caixa del cos primer del retaule que fa Alonso Cano... amb la seva àguila, pintat i daurat». Presenta el cap alt, amb mirada com demanant inspiració per escriure sobre un pergamí que sosté a la seva mà esquerra mentre a la dreta té la forma per agafar la ploma, a les extremitats inferiors es resol la seva composició, col·locant-les a plans diferents, cosa que s'aprofita per realitzar els plecs de la roba amb gran moviment.                                                                                   | Al contracte de 1635 s'especificava la realització d'un: «Sant Joan Evangelista que ni bé estigui assegut ni bé en peu de la mida més gran que pugui cabre en la caixa del cos primer del retaule que fa Alonso Cano... amb la seva àguila, pintat i daurat». Presenta el cap alt, amb mirada com demanant inspiració per escriure sobre un pergamí que sosté a la seva mà esquerra mentre a la dreta té la forma per agafar la ploma, a les extremitats inferiors es resol la seva composició, col·locant-les a plans diferents, cosa que s'aprofita per realitzar els plecs de la roba amb gran moviment.                                                                                   | El contracte per a aquesta escultura es va redactar el 7 de març de 1638, i demanava que la policromia fóra pintada i daurada en mat segons indicacions del canonge Sarmiento de Mendoza. És una figura sedent amb iconografia pròpia del sant: vestidures de pell de camell i mantell, assenyalant amb la mà dreta el Xai, la seva composició també com l'Evangelista per al mateix convent, adopta les extremitats inferiors en diferents plans, és una obra de plena maduresa. | El contracte per a aquesta escultura es va redactar el 7 de març de 1638, i demanava que la policromia fóra pintada i daurada en mat segons indicacions del canonge Sarmiento de Mendoza. És una figura sedent amb iconografia pròpia del sant: vestidures de pell de camell i mantell, assenyalant amb la mà dreta el Xai, la seva composició també com l'Evangelista per al mateix convent, adopta les extremitats inferiors en diferents plans, és una obra de plena maduresa. |                            |                            |